# Oblast de Kirov
L'oblast de Kirov (en russe : Ки́ровская о́бласть, Kirovskaïa oblast) est un sujet fédéral de Russie (oblast) situé dans le district fédéral de la Volga. Sa capitale administrative est la ville de Kirov.

## Géographie
L'oblast de Kirov est bordé à l'est par le kraï de Perm et l'Oudmourtie, au nord par la république des Komis et l'oblast d'Arkhangelsk, à l'ouest les Oblasts de Vologda, Kostroma et de Nijni Novgorod, au sud avec la république des Maris et le Tatarstan.
L'oblast a une superficie de 120 374 km2 et compte 1 297 474 habitants en 2016.

### Hydrographie
L'oblast compte 19 753 rivières d'une longueur totale de 66 650 km.
Les rivières majeures sont : la Viatka, la Kama, la Pijma, la Louza, la Tcheptsa, la Cobra (ru) et la Moloma (ru).

## Population et société

### Démographie
| 2002      | 2014      | 2016      | 2021      | - |
| --------- | --------- | --------- | --------- | - |
| 1 503 529 | 1 310 929 | 1 297 474 | 1 153 680 | - |

| Année | Fécondité | Fécondité urbaine | Fécondité rurale |
| ----- | --------- | ----------------- | ---------------- |
| 1990  | 2,01      | 1,82              | 2,57             |
| 1991  | 1,82      | 1,63              | 2,42             |
| 1992  | 1,62      | 1,43              | 2,19             |
| 1993  | 1,40      | 1,23              | 1,91             |
| 1994  | 1,36      | 1,22              | 1,78             |
| 1995  | 1,29      | 1,17              | 1,66             |
| 1996  | 1,21      | 1,09              | 1,58             |
| 1997  | 1,19      | 1,07              | 1,58             |
| 1998  | 1,23      | 1,11              | 1,65             |
| 1999  | 1,16      | 1,04              | 1,56             |
| 2000  | 1,19      | 1,08              | 1,58             |
| 2001  | 1,19      | 1,09              | 1,55             |
| 2002  | 1,27      | 1,17              | 1,64             |
| 2003  | 1,26      | 1,17              | 1,63             |
| 2004  | 1,32      | 1,22              | 1,71             |
| 2005  | 1,27      | 1,18              | 1,62             |
| 2006  | 1,32      | 1,22              | 1,69             |
| 2007  | 1,45      | 1,30              | 1,97             |
| 2008  | 1,55      | 1,40              | 2,12             |
| 2009  | 1,57      | 1,41              | 2,22             |
| 2010  | 1,59      | 1,42              | 2,32             |
| 2011  | 1,64      | 1,45              | 2,59             |
| 2012  | 1,81      | 1,57              | 3,20             |
| 2013  | 1,87      | 1,61              | 3,50             |
| 2014  | 1,89      | 1,62              | 3,61             |
| 2015  | 1,91      | 1,74              | 3,09             |
| 2016  | 1,94      | 1,76              | 3,17             |
| 2017  | 1,70      | 1,53              | 2,98             |
| 2018  | 1,61      | 1,45              | 3,13             |
| 2019  | 1,49      | 1,33              | 3,51             |

### Composition ethnique
L'évolution de la population des groupes ethniques principaux est la suivante:
| Groupe ethnique | 1989      | %      | 2002      | %      | 2010      | %      |
| --------------- | --------- | ------ | --------- | ------ | --------- | ------ |
| Russes          | 1 531 679 | 90,42  | 1 365 438 | 90,82  | 1 199 691 | 89,44  |
| Tatars          | 45 666    | 2,70   | 43 415    | 2,89   | 36 457    | 2,72   |
| Maris           | 44 496    | 2,63   | 38 930    | 2,59   | 29 598    | 2,21   |
| Oudmourtes      | 22 955    | 1,36   | 17 952    | 1,19   | 13 639    | 1,02   |
| Ukrainiens      | 18 885    | 1,11   | 11 399    | 0,76   | 7 718     | 0,58   |
| Azéris          | 1 953     | 0,12   | 2 503     | 0,17   | 2 215     | 0,17   |
| Biélorusses     | 4 753     | 0,28   | 2 846     | 0,19   | 1 942     | 0,14   |
| Arméniens       | 926       | 0,05   | 2 123     | 0,14   | 1 825     | 0,14   |
| Tziganes        | 1 420     | 0,08   | 1 499     | 0,10   | 1 417     | 0,11   |
| Tchouvaches     | 2 724     | 0,16   | 1 856     | 0,12   | 1 399     | 0,10   |
| Allemands       | 1 281     | 0,08   | 1 482     | 0,10   | 1 040     | 0,08   |
| Total           | 1 694 008 | 100,00 | 1 503 529 | 100,00 | 1 341 312 | 100,00 |

### Villes principales
Les villes les plus peuplées sont:
| Ville              | Habitants (2015) |
| ------------------ | ---------------- |
| Kirov              | 493 336          |
| Kirovo-Tchepetsk   | 75 002           |
| Slobodskoï         | 33 449           |
| Viatskie Poliany   | 33 338           |
| Kotelnitch         | 24 266           |
| Omoutninsk         | 22 530           |
| Iaransk            | 16 460           |
| Sovetsk            | 15 729           |
| Sosnovka           | 11 628           |
| Zouïevka           | 10 834           |
| Belaïa Kholounitsa | 10 639           |
| Louza              | 10 529           |

## Transports

### Aérien
L'oblast est desservi par l'Aéroport de Kirov situé à 25 km à l'est de Kirov.

## Images

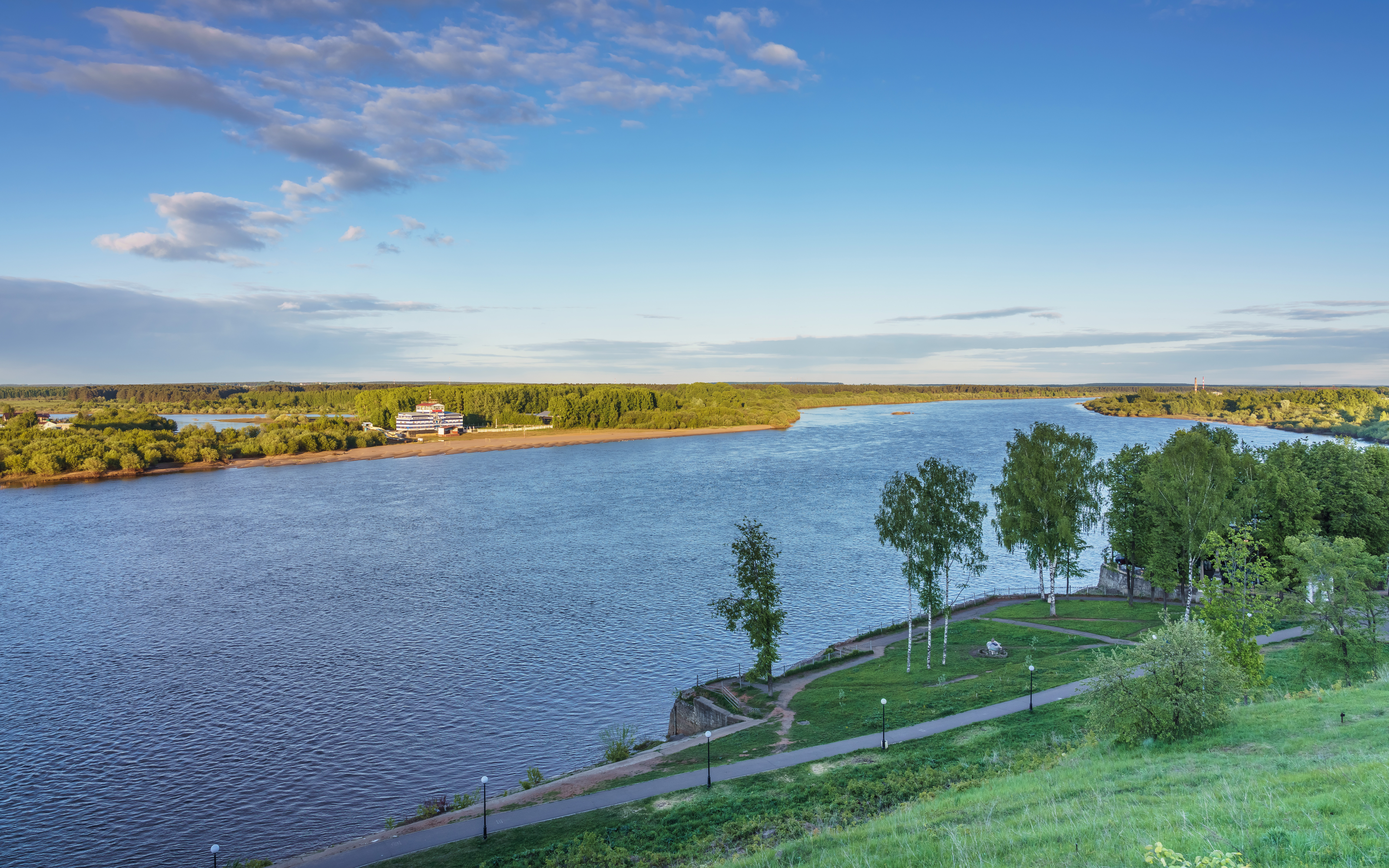
La Viatka.
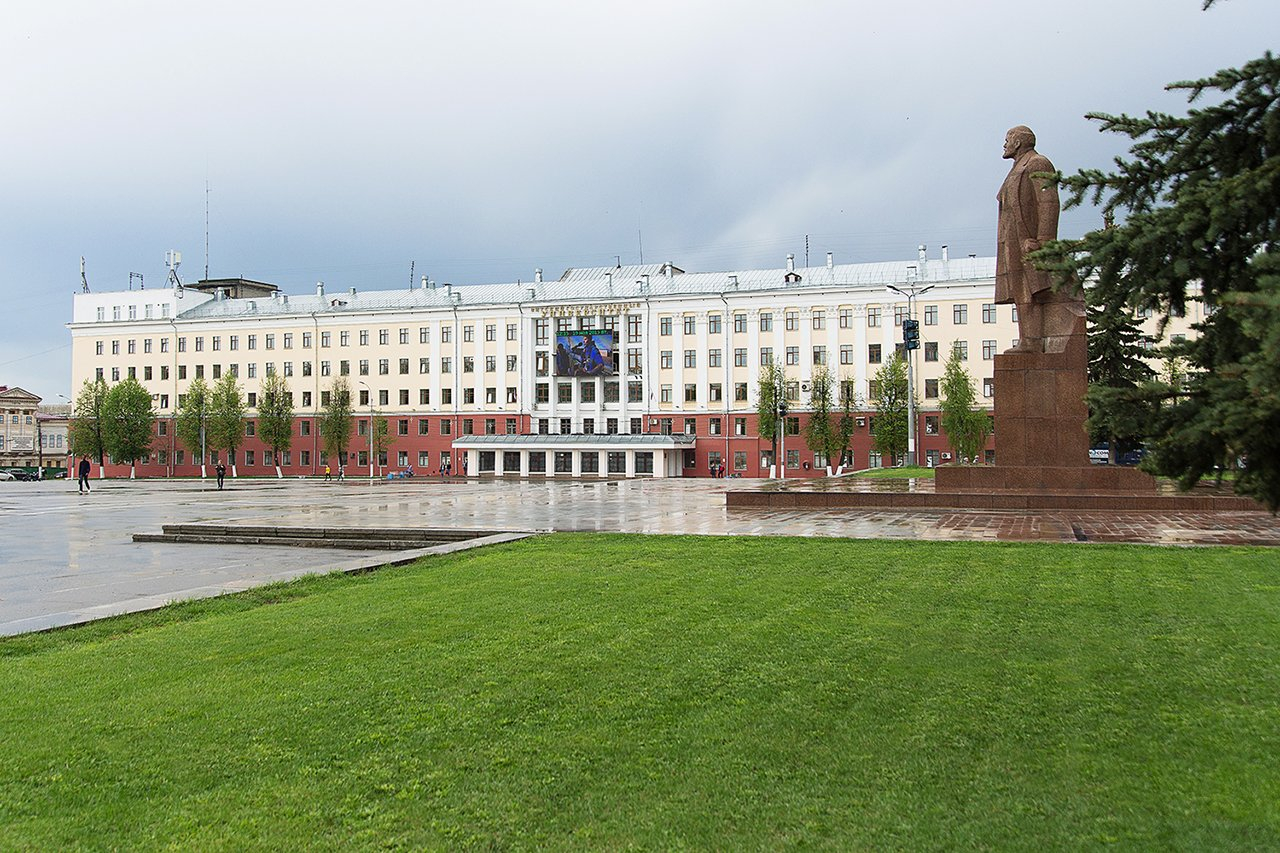
Université d'État de Viatka à Kirov.
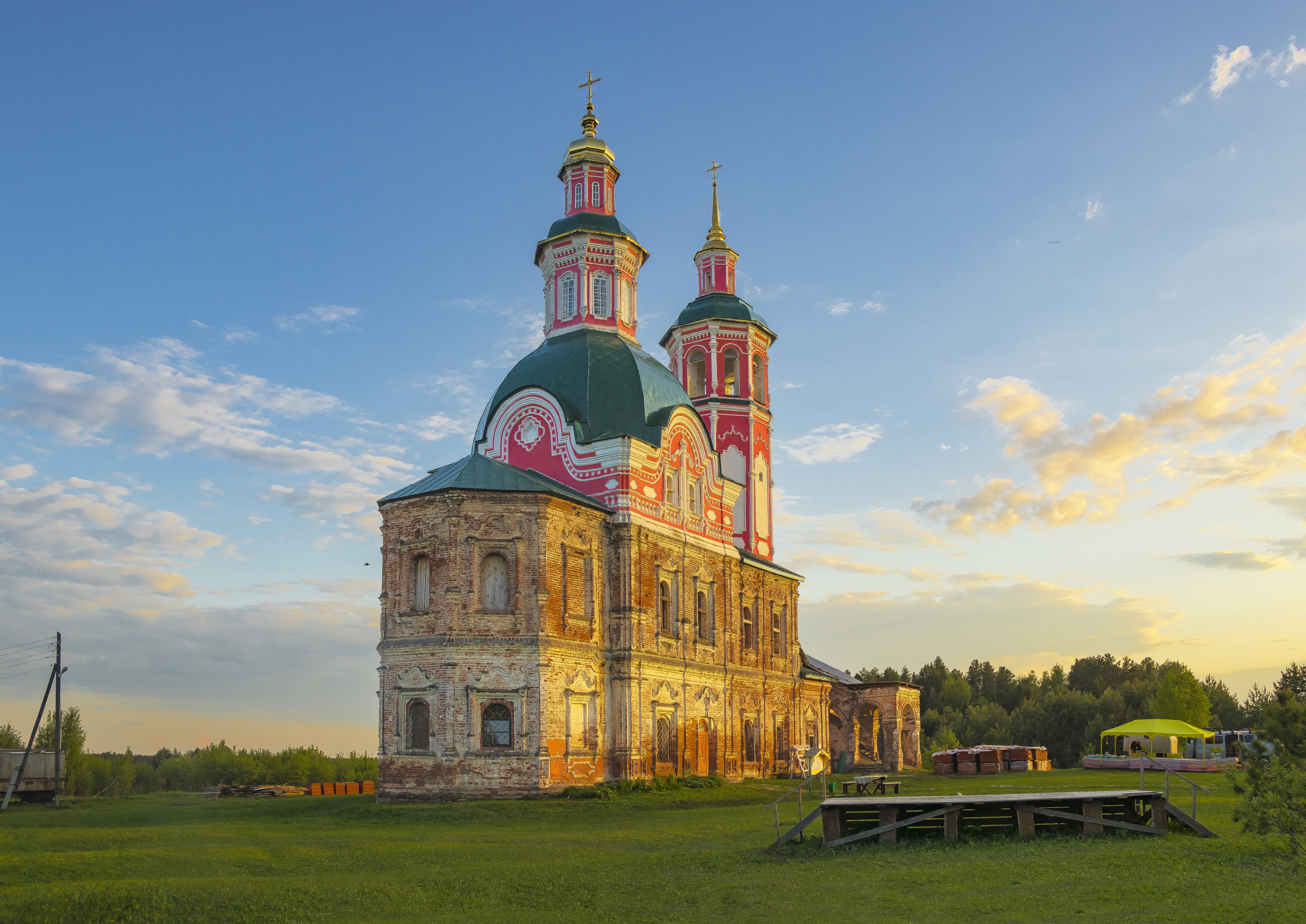
Église du Sauveur à Viaz.
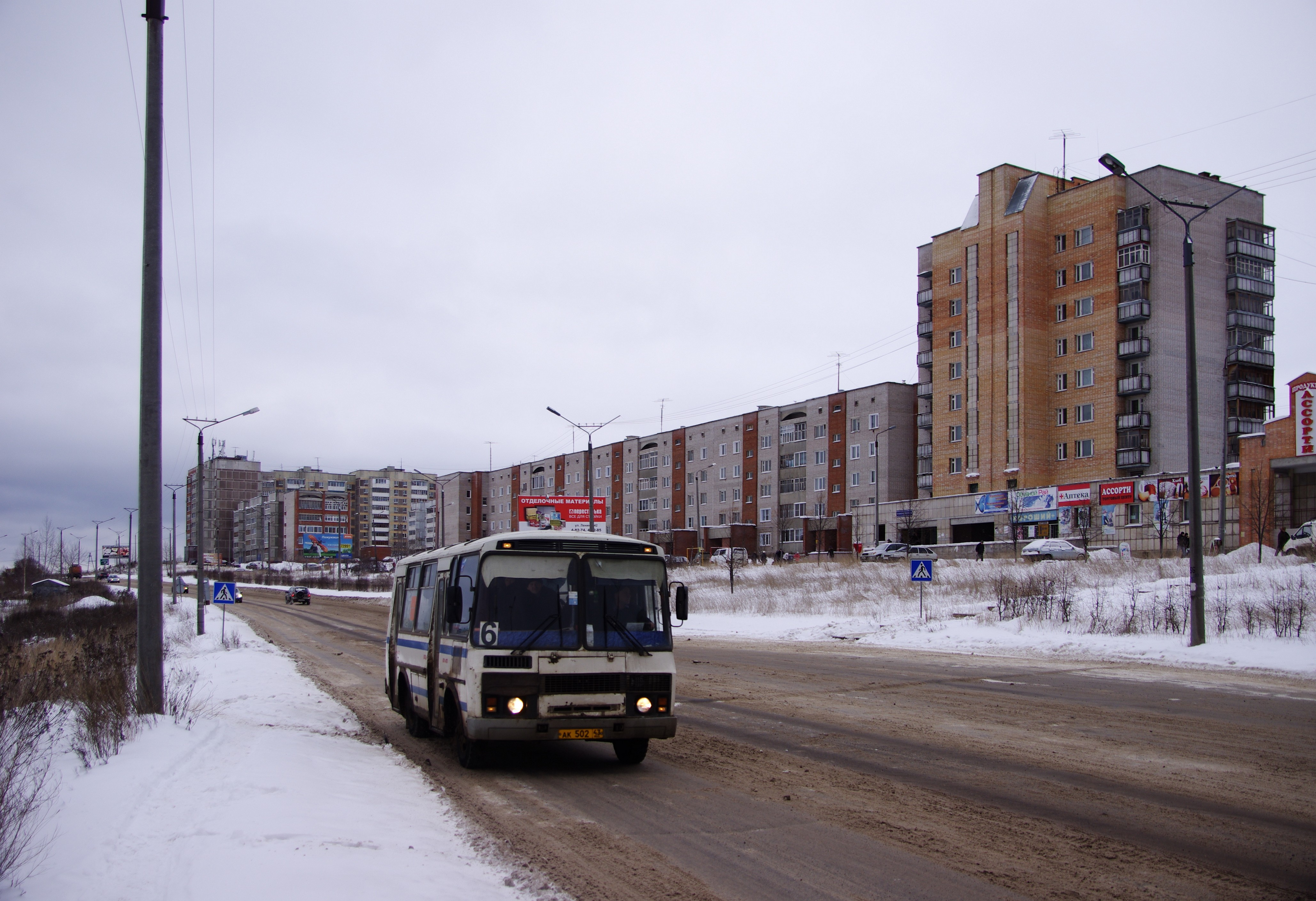
La rue du 60e anniversaire d'Octobre. à Kirovo-Tchepetsk.